# Magyar Mozgókép Díj a legjobb zeneszerzőnek
A Magyar Mozgókép Díj a legjobb zeneszerzőnek (korábban Magyar Filmdíj) elismerés a 2014-ben alapított Magyar Filmdíjak egyike, amelyet a Magyar Filmakadémia (MFA) tagjainak szavazata alapján ítélnek oda egy-egy év magyar filmterméséből legjobbnak tartott filmzene szerzőjének.
A díjra történő jelölés nem automatikus; arra azon művek alkotói jöhetnek számításba, amelyeket beneveztek a Magyar Mozgókép Fesztiválra. Nevezni az előző év január 1. és december 31. között moziforgalmazásba került vagy kerülő (forgalmazói szándéknyilatkozattal rendelkező), illetve televíziós csatorna műsorára tűzött, vagy nemzetközi filmfesztiválon versenyben vagy versenyen kívül szerepelt művet lehet.
Miután a Filmakadémia zeneszerző szekciójának tagjai január 1-je és 31-e között megnézték a benevezett műveket, titkos szavazással választják ki saját szakmájuk öt jelöltjét, akik felkerülnek a jelöltek listájára.
A listát február 1-jén hozzák nyilvánosságra. A jelölt alkotásokat a Magyar Filmhét műsorára tűzik.
A második körben az Akadémia tagjai e szűkített listáról választják ki egy újabb titkos szavazás során a díjra érdemesnek tartott személyt.
Az ünnepélyes díjátadóra Budapesten, a Magyar Filmhetet lezáró gálán kerül sor minden év március elején.

## Díjak és jelölések
A nyertesek a táblázat első sorában, félkövérrel vannak jelölve. 2021 óta az alkotói teljesítményeket a műfajokat összevonva értékelik.
| Év (Gála)                | Díjazottak és jelöltek | Megjegyzés               |
| Csak játékfilm kategória | Csak játékfilm kategória | Csak játékfilm kategória |
| ------------------------ | --- | ------------------------ |
| 2016 (1.)                | - Tövisházi Ambrus és Csengery Dániel – Liza, a rókatündér - Faltay Csaba – Swing - Novák János – Anyám és más futóbolondok a családból - Parádi Gergely – Félvilág - Presser Gábor – Szerdai gyerek                                                | [ * 1 ]                  |
| 2017 (2.)                | - Moldvai Márk – A martfűi rém - Bella Máté – Halj már meg! - Kalotás Csaba – Tiszta szívvel - Kunert Péter – Kút - Lucio Godoy és Adrian Foulkes – Hurok                                                                                           | [ * 2 ]                  |
| 2018 (3.)                | - Szemző Tibor – 1945 - Jed Kurzel – Jupiter holdja - Kovács Márton – Hetedik alabárdos - Pacsay Attila – Budapest Noir - Szirtes Edina „Mókus” – Szeretföld                                                                                        | [ * 3 ]                  |
| 2019 (4.)                | - Melis László – Napszállta - Balázs Ádám – Lajkó – Cigány az űrben - Csengery Dániel – X – A rendszerből törölve - Melis László – A rossz árnyék - Víg Mihály – Genezis                                                                            | [ * 4 ]                  |
| 2020 (5.)                | - Pacsay Attila és Parádi Gergely – Apró mesék - Csorba Lóránt és Csengery Dániel – Seveled - HolyChicks zenekar (Emil Snabb, Jason Atkinson és David Knauer) – Most van most - Keresztes Gábor – Drakulics elvtárs - Pirisi László – Akik maradtak | [ * 5 ]                  |
| Összevont kategória      | |                          |
| 2021                     | - Selmeczi György – Lángolj és világíts - Csont István és Balázs Ádám – A feltaláló - Pacsay Attila – Zárójelentés - Tövisházi Ambrus – Becsúszó szerelem - Balázs Ádám – Hab                                                                       | [ 5 ] [ * 6 ]            |
| 2022                     | - Szirtes Edina „Mókus” – Korai menyegző - Vígh Dávid és Zságer Balázs – Eltörölni Frankot - Csengery Dániel – Ida regénye - Borsos Oleg – Külön falka - Rakonczai Viktor – El a kezekkel a Papámtól!                                               | [ 6 ] [ * 7 ]            |
| 2023                     | - Barabás Lőrinc – A másik érintése - Moldvai Márk – Blokád - Asher Goldshmidt – A besúgó - Balázs Ádám – Magasságok és mélységek - Pacsay Attila – Átjáróház                                                                                       | [ 7 ] [ 8 ]              |
| 2024                     | - Pacsay Attila – Semmelweis - Gulya Róbert – Hadik - Márkos Albert – Lefkovicsék gyászolnak - Kalotás Csaba – Valami madarak - Keresztes Gábor – Mesterjátszma                                                                                     | [ 9 ] [ 10 ] [ 11 ]      |
| 2025                     | - Hrutka Róbert – Futni mentem - Bergmann Péter – Boldog emberek - Gulya Róbert – Most vagy soha! - Gryllus Ábris – Zenith - Káel Norbert – Testamentum                                                                                             | [ 12 ] [ 13 ]            |